# Colombias damlandslag i volleyboll
Colombias damlandslag i volleyboll representerar Colombia i volleyboll på damsidan. Laget har deltagit i VM en gång (2022). Laget har vunnit ett internationellt mästerskap, sydamerikanska spelen 2018, och har deltagit tämligen flitigt i andra mästerskap där de under de senaste decennierna tillhört de bästa lagen i Sydamerika.

### Fotnoter
1. 1 2 3 4 5 6 7 8 9 10 11 12 13 14 15 16 17  ”Ranking de todas las Competencias de Voleibol de Playa de la CSV” (på spanska). Confederación Sudamericana de Voleibol. http://www.voleysur.org/v2/resultados/rankingpiso.asp?c=MayoresFemenino. Läst 23 februari 2023.
2. ↑  ”Calendar 2012 XI Women's Pan American Cup” (på engelska). North, Central America and Caribbean Volleyball Confederation. https://www.norceca.net/2012%20Events/2012%20XI%20Women's%20Pan%20American%20Cup/Calendar%202012%20XI%20Women's%20Pan%20American%20Cup.htm. Läst 15 mars 2023.
3. ↑  ”Calendar 2013 XXI Women's Pan American Cup” (på engelska). North, Central America and Caribbean Volleyball Confederation. https://www.norceca.net/2013%20Events/XII%20Women%20Pan-Cup%202013/Calendar%202013%20XXI%20Women's%20Pan%20American%20Cup_peru.htm. Läst 15 mars 2023.
4. ↑  ”Calendar 2014 Women's Pan American Cup” (på engelska). North, Central America and Caribbean Volleyball Confederation. https://www.norceca.net/2014%20Events/Women%20Panacup%202014/Calendar%202014%20Women's%20Pan%20American%20Cup.htm. Läst 14 mars 2023.
5. ↑  ”Calendar 2015 XIV Women's Pan American Cup” (på engelska). North, Central America and Caribbean Volleyball Confederation. https://www.norceca.net/2015%20Events/2015%20XIV%20Senior%20Women%E2%80%99s%20Pan%20American%20Cup/Calendar%202015%20XIV%20Women's%20Pan%20American%20Cup.htm. Läst 14 mars 2023.
6. ↑  ”Tournament Standing - FIVB World Grand Prix 2015” (på engelska). Fédération Internationale de Volleyball. http://worldgrandprix.2015.fivb.com/en/finals-3/competition/final-standing. Läst 16 januari 2024.
7. ↑  ”FIVB World Grand Prix 2016” (på engelska). Fédération Internationale de Volleyball. http://worldgrandprix.2016.fivb.com/en. Läst 7 mars 2023.
8. ↑  ”Calendar 2016 Women's Pan American Cup” (på engelska). North, Central America and Caribbean Volleyball Confederation. https://www.norceca.net/2016%20Events/Women%20PanAm%20Cup%20DOM%202016/Calendar%20P2-P3/Calendar%202016%20Women's%20Pan%20American%20Cup.htm.
9. ↑  ”CalendarXVI Women Panamerican Cup 2017” (på engelska). North, Central America and Caribbean Volleyball Confederation. https://www.norceca.net/2017%20Events/XVI%20Womens_PanAm%20Cup_%20PERU/P-2-3/CalendarXVI%20Women%20Panamerican%20Cup%202017.htm. Läst 14 mars 2023.
10. ↑  ”FIVB World Grand Prix 2017” (på engelska). Fédération Internationale de Volleyball. http://worldgrandprix.2017.fivb.com/en. Läst 7 mars 2023.
11. ↑  ”Women's Final Standing” (på engelska). Fédération Internationale de Volleyball. 16 maj 2019. https://web.archive.org/web/20190516075058/http://challengercup.volleyball.world/en/women/finalstanding. Läst 11 maj 2023.
12. ↑  ”XVII Women’s Pan American Cup 2018, Santo Domingo” (på engelska). North, Central America and Caribbean Volleyball Confederation. https://www.norceca.net/2018%20Events/XVII%20Women%20PanCup-2018/Calendar-P-2-3/Bulletins/Summary%20of%20Stats-WPANC18.pdf. Läst 14 mars 2023.
13. ↑  ”XVIII Women’s Pan American Cup 2019, Chiclayo & Trujillo, Peru” (på engelska). North, Central America and Caribbean Volleyball Confederation. https://www.norceca.net/2019%20Events/XVIII%20Women%20Pan-American%20Cup/Bulletins/Summary%20of%20Stats-WPANC19.pdf. Läst 14 mars 2023.
14. ↑  ”Vóleibol - Juegos Panamericanos femeninos 2019 - Calendario & Resultados” (på engelska). https://www.los-deportes.info/voleibol-juegos-panamericanos-femeninos-2019-epr97543.html. Läst 22 december 2023.
15. ↑  volleyballworld.com. ”Volleyball Challenger Cup 2022 - Women's standings” (på engelska). https://en.volleyballworld.com/volleyball/competitions/challenger-cup-2022/standings/women/#round-f. Läst 20 maj 2023.
16. ↑  ”2022 Women’s Pan American Cup in Hermosillo, Mexico” (på engelska). North, Central America and Caribbean Volleyball Confederation. https://www.norceca.net/2022%20Events/XIX%20Women%20Pan-American%20Cup/Bulletins%20WSPAN22/Stats-WSPAN22.pdf. Läst 14 mars 2023.
17. ↑  ”Equipos - Femenino - Vóleibol  -  XII Juegos Suramericanos Asunción 2022” (på spanska). ODESUR. https://www.asu2022.org.py/torneo/esquema/1/torneo/1197. Läst 10 maj 2023.
18. ↑  ”Final standings” (på engelska). Fédération Internationale de Volleyball. https://en.volleyballworld.com/volleyball/competitions/women-worldchampionship-2022/standings/#round-f. Läst 19 oktober 2022.
19. ↑  ”JCA-San Salvador 2023” (på engelska). North, Central America and Caribbean Volleyball Confederation. https://norceca.net/2023%20Events/Central%20American%20Games%202023/Women/JCA-Women-San%20Salvador%202023.htm. Läst 25 juli 2023.
20. ↑  volleyballworld.com. ”Volleyball Challenger Cup 2023 - Women's standings” (på engelska). https://en.volleyballworld.com/volleyball/competitions/challenger-cup-2023/standings/women/#round-f. Läst 31 januari 2024.
21. ↑  ”XX Women Pan American Cup” (på engelska). North, Central America and Caribbean Volleyball Confederation. https://norceca.net/2023%20Events/XX%20Norceca%20Senior%20Women%20Pan%20American%20Cup/XX%20Women%20Pan%20American%20Cup.htm. Läst 24 februari 2024.
22. ↑  ”Ranking de todas las Competencias de Voleibol de Playa de la CSV” (på spanska). Confederación Sudamericana de Voleibol. http://www.voleysur.org/v2/resultados/rankingpiso.asp?c=MayoresFemenino. Läst 26 juni 2024.
23. ↑  https://norceca.net/2024%20Events/Pan-Americans%20Cups/Women%20PanAmerican%20Cup%202024/XXI%20Women%20Pan%20American%20Cup%202024.htm